# Antepipona convexiventris
Antepipona convexiventris är en stekelart som beskrevs av Giordani Soika 1987. Antepipona convexiventris ingår i släktet Antepipona och familjen Eumenidae. Inga underarter finns listade i Catalogue of Life.